# Wojnowice (Ostrowiec)
Pour les articles homonymes, voir Wojnowice.
Wojnowice est une localité polonaise de la gmina de Ćmielów, située dans le powiat d'Ostrowiec en voïvodie de Sainte-Croix.